# USS Antietam (CV-36)
USS Antietam (CV-36) bio je američki nosač zrakoplova u sastavu Američke ratne mornarice i jedan od nosača klase Essex. Bio je drugi brod u službi Američke ratne mornarice koji nosi ime Antietam. Služio je od 1945. do 1963. godine. Ušao je u službu pri kraju Drugog svjetskog rata, prekasno da bi sudjelovao u borbama. Antietam je odlikovan s 2 borbene zvijezde (eng. battle stars – odlikovanje za sudjelovanje u bitkama) za sudjelovanje u Korejskom ratu. Nakon Korejskog rata većinu svojeg vremena u službi proveo je u Atlantskom oceanu, Sredozemnom i Karipskom moru. 1952. postao je prvi nosač zrakoplova na svijetu koji ima kutnu sletnu stazu, ali je to bila jedina izmjena koja je na njemu napravljena tako da je zadržao klasičan izgled iz Drugog svjetskog rata.
Povučen je iz službe 1963. godine, a 1974. je prodan kao staro željezo.

### Zajednički poslužitelj
|  | Zajednički poslužitelj ima stranicu o temi USS Antietam (CV-36)    |
|  | Zajednički poslužitelj ima još gradiva o temi USS Antietam (CV-36) |